# Bob-Europameisterschaft 1992
Die Bob-Europameisterschaft 1992 wurde am 25. und 26.  Januar im Zweierbob und am 1. und 2. Februar 1992 im Viererbob zum zweiten Mal auf der Kunsteisbahn  im deutschen Königssee  ausgetragen. Da es durch die Olympischen Spiele in Albertville keine Bob-Weltmeisterschaften gab, wurde die Europameisterschaft zu einer eigenständigen Veranstaltung außerhalb des Bob-Weltcups klassifiziert. Dementsprechend wurden bei der EM vier Läufe ausgetragen.
Weil die Europameisterschaft der letzte größere Bob-Wettbewerb vor den Olympischen Spielen war, kollidierte sie zwangsläufig mit den Trainingsplänen nicht weniger  Athleten. So nahmen die Bobs aus den USA und Kanada, die bekannten Bobpiloten Zintis Ekmanis und Jānis Ķipurs, die nunmehr für Lettland starteten, sowie der Italiener Günther Huber an der EM nicht teil. Bei den Zweierbobs ging allerdings Titelverteidiger Gustav Weder aus der Schweiz an den Start, die Viererbob-Konkurrenz ließ er wegen der zeitlichen Nähe zu den Olympischen Bobwettbewerben aber weg.
Ein besonderes Comeback gab der Rumäne Paul Neagu. Bereits 1976 für Rumänien bei Olympia startend, war er 1979 nach einem Wettkampf in der Bundesrepublik Deutschland geblieben und wirkte fortan als Trainer in Winterberg. Dort hatte er Anteil an den Leistungen von Dirk Wiese. Nach dem politischen Umbruch in seinem Heimatland startete der bereits 37-Jährige erneut für Rumänien, mit dem Ziel, sich für die Olympischen Spiele zu qualifizieren.
Ins deutsche Bobteam war durch den Wechsel von Christoph Langen auf den Pilotensitz Bewegung geraten. Langen erzielte sofort Spitzenergebnisse und meldete Ansprüche für einen Startplatz bei Olympia an. Darüber hinaus hatte sich Altmeister Wolfgang Hoppe bei einem Olympia-Qualifikationsrennen in Altenberg einen Muskelfaserriss zugezogen und ließ somit die EM aus. Nach den deutschen Meisterschaften, die eine Woche vor der EM ebenfalls in Königssee stattfanden, wurden Christoph Langen mit Anschieber Günther Eger und Rudi Lochner mit Anschieber Markus Zimmermann im Zweierbob sowie Harald Czudaj und Wolfgang Hoppe mit ihren Crews für den Viererbob-Wettbewerb von Bundestrainer Raimund Bethge für Olympia nominiert.  Da sowohl Lochner, immerhin Weltmeister von 1991, als auch Langen im Zweierbob bei der EM starten würden, war die Konkurrenz für Titelverteidiger Weder durchaus ansprechend.

## Zweierbob
Nach dem ersten Wettkampftag sah es so aus, als würde Titelverteidiger Gustav Weder mühelos seinen vierten Europameistertitel im Zweierbob feiern können. Doch speziell Christoph Langen, bei einer EM erstmals an den Lenkseilen, machte es dem Schweizer schwer und ließ sich auch von einem Chassisbruch, den sein Bob im zweiten Lauf erlitt, nicht beirren. Betrug der Vorsprung zwischen Werder und Langen nach dem ersten Tag noch fast zwei Zehntel, schmolz er nach dem dritten  Lauf auf fünf Hundertstel zusammen. Langen fuhr mit dem Bob von Harald Czudaj die mit Abstand schnellste Zeit und gestaltete so das Rennen um den Titel völlig offen. Im letzten Lauf leistete sich Langen allerdings einige Unsauberkeiten und fuhr um einiges langsamer als Weder. Der Schweizer konnte letztlich mit 14 Hundertstel Vorsprung seinen vierten EM-Titel im Zweierbob feiern. Entgegen den Erwartungen gewann nicht der Lokalmatador und Altmeister Rudi Lochner Bronze, sondern der nicht für Olympia nominierte Sepp Dostthaler. Für eine Überraschung sorgte der Monegasse Gilbert Bessi, der den neunten Rang unter 32 startenden Bobs belegte.
| Rang | Bob                                            | Lauf 1 | Lauf 2 | Lauf 3 | Lauf 4 | Gesamtzeit Rückstand |
| ---- | ---------------------------------------------- | ------ | ------ | ------ | ------ | -------------------- |
| 1    | Schweiz I Gustav Weder Donat Acklin            | 49,30  | 49,79  | 49,62  | 49,64  | 3:18,35 min          |
| 2    | Deutschland II Christoph Langen Günther Eger   | 49,54  | 49,74  | 49,48  | 49,75  | 3:18,49 min +0.14    |
| 3    | Deutschland I Sepp Dostthaler Mike Sehr        | 49,65  | 49,82  | 49,62  | 49,89  | 3:18,98 min +0.63    |
| 4    | Schweiz II Christian Meili Christian Reich     | 49,93  | 50,27  | 49,51  | 49,89  | 3:19,60 min +1.25    |
| 5    | Deutschland III Rudi Lochner Markus Zimmermann | 50,11  | 50,12  | 49,78  | 50,01  | 3:20,02 min +1.67    |
| 6    | Vereinigtes Königreich I Mark Tout Lenny Paul  | 49,95  | 50,20  | 49,93  | 50,10  | 3:20,18 min +1.83    |
| 7    | Österreich II Ingo Appelt Thomas Schroll       |        |        |        |        | 3:20,25 min +1.90    |
| 8    | Schweiz III Martin Wildhaber Gerry Löffler     |        |        |        |        | 3:20,66 min +2.31    |
| 9    | Monaco I Gilbert Bessi Michel Vatrican         |        |        |        |        | 3:20,90 min +2.55    |
| 10   | Österreich I Hubert Schösser Martin Riedl      |        |        |        |        | 3:21,05 min +2.70    |

## Viererbob
Nachdem die Zweierbob-EM durch Titelverteidiger Gustav Weder und die leistungsstarken deutschen Olympiastarter noch eine ansehnliche Konkurrenz aufwies, dünnte sich das Feld bei den großen Schlitten weiter aus, es gingen nur 19 Teams an den Start. Aus der Schweiz nahm kein Olympiastarter teil, mit Marty, Götschi und Wildhaber ging die sogenannte zweite Reihe an den Start. Im Training stürzte zudem einer der Mitfavoriten, der Österreicher Ingo Appelt. Im Hinblick auf Olympia verzichtete er anschließend auf einen EM-Start. Somit war letztlich der Altenberger Harald Czudaj der einzig verbliebene Top-Athlet und zwangsläufig Titelfavorit. Dieser Erwartungshaltung wurde der Sachse gerecht, wenngleich im ersten Lauf der Österreicher Hubert Schösser ein Achtungszeichen setzte. Der nicht für Olympia nominierte Tiroler fuhr Laufbestzeit und war drei Hundertstel schneller als Czudaj. Dieser korrigierte diesen Zwischenstand aber bereits im zweiten Lauf und vergrößerte den Abstand auf Schösser zunehmend. Bereits nach dem dritten Lauf hatte Czudaj sieben Zehntel Vorsprung vor Schösser, der EM-Titel war ihm faktisch nicht mehr zu nehmen. Allerdings entwickelte sich am zweiten Wettkampftag ein spannender Kampf um die weiteren Medaillen. Zum einen überraschte der Rumäne Neagu mit Laufbestzeit im dritten Lauf die Konkurrenz und war damit zumindest für Bronze ein ernstzunehmender Kandidat. Zum anderen lag der Schweizer Marty nach drei Läufen nur neun Hundertstel hinter dem Silberrang. Doch im letzten Lauf versagten ihm die Nerven, mit Mühe konnte er einen Sturz verhindern. Da der Rumäne Neagu die zweitbeste Laufzeit fuhr, fiel Marty sogar noch aus den Medaillenrängen. Für Rumänien war es seit 1973 die erste internationale Medaille. Der Schweizer Martin Wildhaber wurden wegen erhöhter Temperatur seiner Kufen disqualifiziert, er lag zur Halbzeit auf dem 5. Platz.
| Rang | Bob                                                                       | Lauf 1 | Lauf 2 | Lauf 3 | Lauf 4 | Gesamtzeit Rückstand |
| ---- | ------------------------------------------------------------------------- | ------ | ------ | ------ | ------ | -------------------- |
| 1    | Deutschland I Harald Czudaj Tino Bonk Axel Jang Alexander Szelig          | 48,61  | 48,46  | 48,43  | 48,35  | 3:13,85 min          |
| 2    | Österreich I Hubert Schösser Hannes Conti Martin Riedl Gerhard Haidacher  | 48,58  | 48,98  | 48,68  | 48,74  | 3:14,98 min +1.13    |
| 3    | Rumänien I Paul Neagu Laurentiu Budur Laszlo Modos Costel Petrariu        | 49,03  | 49,27  | 48,42  | 48,73  | 3:15,45 min +1.60    |
| 4    | Schweiz I Stefan Marty Thomas Meier Dominik Keller Robert Grau            | 48,68  | 48,91  | 48,74  | 49,14  | 3:15,47 min +1.62    |
| 5    | Deutschland III Dirk Wiese Thorsten Wölm Matthias Zieschang Olaf Hampel   | 48,92  | 48,91  | 48,71  | 48,99  | 3:15,53 min +1.68    |
| 6    | Deutschland III Volker Dietrich Sven Rühr Frank Bartholomäus Thomas Rex   | 49,98  | 49,01  | 48,80  | 48,89  | 3:15,68 min +1.83    |
| 7    | Tschechoslowakei I Jiří Džmura Pavel Puškár Karel Dostal Roman Hraban     |        |        |        |        | 3:16,37 min +2.52    |
| 8    | Schweiz III Reto Götschi Roland Bernhard René Hitz Daniel Scarlata        |        |        |        |        | 3:16,79 min +2.94    |
| 9    | Italien I Roberto D’Amico Andrea Meneghin Bruno Leonardi Sergio Chianella |        |        |        |        | 3:17,03 min +3.18    |
| 10   | Italien II Claudio Cavosi Fabrizio Tosini Danilo Mattei Paolo Bonatti     |        |        |        |        | 3:17,93 min +4.08    |

## Medaillenspiegel
| Platz | Nation      | Gold | Silber | Bronze |
| ----- | ----------- | ---- | ------ | ------ |
| 1     | Deutschland | 1    | 1      | 1      |
| 2     | Schweiz     | 1    | 0      | 0      |
| 3     | Österreich  | 0    | 1      | 0      |
| 4     | Rumänien    | 0    | 0      | 1      |